# LeRoy Samse
LeRoy Perry Samse (né le 13 septembre 1883 à Kokomo et décédé le 1er mai 1956 à Sherman Oaks) est un athlète américain spécialiste du saut à la perche. Son club était le Indiana Hoosiers.

## Biographie
Il était étudiant à la Indiana University. Il battu le record de saut à la percher trois jours après celui de Alfred Carlton Gilbert à New York.

### Palmarès
| Date | Compétition           | Lieu        | Résultat | Performance |
| ---- | --------------------- | ----------- | -------- | ----------- |
| 1904 | Jeux olympiques d'été | Saint-Louis | 2e       | 3,35 m      |

### Records
| Épreuve          | Performance | Lieu | Date |
| ---------------- | ----------- | ---- | ---- |
| Saut à la perche | 3,78 m      |      | 1906 |